# Бюджетный учёт
Бюджетный учёт (англ. budget accounting) — упорядоченная система сбора, регистрации и обобщения информации в денежном выражении о состоянии финансовых и нефинансовых активов и обязательств, учёт операций, изменяющих указанные активы и обязательства экономического агента.

## Определение
Согласно БСЭ бюджетный учёт — это бухгалтерский учёт процесса исполнения бюджета и смет расходов бюджетных учреждений и организаций, часть хозяйственного учёта. Учёт строится по единой системе, обеспечивает необходимую информацию о доходах и расходах бюджета, содействует рациональному распределению и перераспределению дохода для целей расширенного воспроизводства. При помощи бюджетного учёта осуществляются плановое руководство процессом исполнения бюджета, финансово-бюджетная дисциплина и режим экономии в расходовании средств.
«Финансово-кредитный энциклопедический словарь» определяет бюджетный учёт как систему сбора, регистрации и обобщения информации о ходе исполнения бюджетов всех уровней; часть системы хозяйственного учета, включающая три его вида: оперативный, бухгалтерский и статистический при главной роли бухгалтерского учета. Бюджетный учёт включает все финансово-хозяйственные операции, связанные с процессом исполнения бюджетов.

## Задача бюджетного учёта
Задача бюджетного учета — это обеспечение исполнительного органа общества своевременной информацией о выполнении доходной и расходной частей бюджета для управления процессом исполнения бюджетов и контроля за ним (включая учёт доходов и расходов в целом и по видам деятельности, учёт бюджетных средств). 

## Бюджетный учёт государственного бюджета в Российской Федерации
Согласно  статье 264.1 Бюджетного кодекса РФ бюджетный учёт — это упорядоченная система сбора, регистрации и обобщения информации в денежном выражении о состоянии финансовых и нефинансовых активов и обязательств Российской Федерации, субъектов Российской Федерации и муниципальных образований, а также об операциях, изменяющих указанные активы и обязательства. Бюджетный учёт осуществляется в соответствии с планом счетов, включающим в себя бюджетную классификацию Российской Федерации. План счетов бюджетного учёта и инструкция по его применению утверждаются Министерством финансов Российской Федерации.
Согласно «Инструкции по бюджетному учёту» Минфина РФ бюджетный учёт — это упорядоченная система сбора, регистрации и обобщения информации в денежном выражении о состоянии финансовых и нефинансовых активов и обязательств Российской Федерации, субъектов Российской Федерации и муниципальных образований (органов государственной власти, органов управления государственных внебюджетных фондов, органов управления территориальных государственных внебюджетных фондов, органов местного самоуправления и созданных ими бюджетных учреждений и операциях, приводящих к изменению вышеуказанных активов и обязательств.